# 木本町
木本町（きのもとちょう）は三重県南牟婁郡にあった町。現在の熊野市木本町にあたる。

## 地理
- 海洋：熊野灘
- 岬：鬼ヶ城

## 歴史
- 1889年（明治22年）4月1日 - 町村制の施行により、古泊浦・大泊村・木本浦の区域をもって発足。
- 1897年（明治30年）5月31日 - 大字古泊・大泊が分立して泊村が発足。
- 1954年（昭和29年）11月3日 - 荒坂村・新鹿村・泊村・有井村・神川村・五郷村・飛鳥村と合併して熊野市が発足。同日木本町廃止。

## 地域
学校
- 三重県木本高等学校
- 木本町立木本中学校
- 木本町立木本小学校

祭事
- 木本まつり

## 交通

### 鉄道路線
現在は旧町域を紀勢本線が通過するが、当時は未開業。本町の名を称した紀伊木本駅（現・熊野市駅）は有井村に所在した。

### 道路
- 国道170号（現・国道42号）

### 水上交通
- 木本 - 二木島間巡航船[1]
- 木本 - 熱田[2]

## 事件・出来事
- 木本事件（1926年1月3日に発生した在日朝鮮人に対するリンチ殺人事件）